# Aiaua
Aiaua (em hitita: Ahhiyawā ou Ahhiyā) foi um antigo reino asiático ao oeste do Império Hitita. Seu surgimento data do fim da Idade do Bronze. Muito do que se sabe do Reino de Aiaua provém de manuscritos hititas. Com base nisso e pesquisas mais recentes, estudiosos pensam que eles estavam relacionados de alguma forma com os micênicos.
Outros estudos levaram pesquisadores a elaborar a teoria de que esse povo teria originado a civilização troiana. O modelo econômico desse reino teria sido baseado na talassocracia. Sua existência foi negada até a década de 1920, quando foi confirmada pelos manuscritos hititas.

## História

### Origem
O surgimento de Aiaua data do século XV a.C., quando teriam se estabeleceram na costa do Mar Egeu, na região da Anatólia. Sua capital estaria em Milauata, chamada mais tarde de Mileto. Algumas teorias dizem que eles seriam, na verdade, povos dos aqueus. Os primeiros manuscritos hititas sobre Aiaua datam de 1 450 a.C. Em um tempo próximo a 1 430 a.C., estaria no poder o rei Atarsia. Nesse mesmo tempo, esse chefe de Estado teria conquistado o Reino de Arzaua, forçando o rei do povo conquistado, Maduatas, a recorrer à ajuda dos hititas. Mais tarde, Atarsia e Maduatas conquistaram Alaxia, èm Chipre.[carece de fontes?]

### Relações com os hititas
Em um tempo próximo a 1 330 a.C., Aiaua formou um acordo de paz com os hititas. Eles teriam enviado uma estátua Deus, ao rei do povo vizinho, Mursil II. Os hititas, no entanto, quebraram o acordo com a conquista de de Arzaua em 1 325 a.C. Como forma de contra-ataque, Aiaua apoiou um golpe de Estado contra o rei de Uilusa. Com o governo do rei Tauagalaua, provável irmão do rei hitita Hatusil III, houve maior choque de interesses entre esses povos. Piama-Radu de Arzaua, principal participante no golpe contra o rei de Uilusa, tornou a situação ainda mais perigosa, pois liderou revoltas de vassalos dos hititas.[carece de fontes?]

### Últimos registros
Com a queda dos hititas, sumiu grande parte da informação sobre Aiaua. Esses teriam sido incorporados mais tarde por outros reinos do século XII a.C., muitos dos quais formariam a cultura da Grécia Antiga. Outro povo com relatos de Aiaua era o povo egípcio, que chamava à região Tanaju (Tnj). Os egípcios também citam que eles tinham interesses similares aos Ekwesh, povo que participou na destruição dos hititas.[carece de fontes?]

## Aqueus e Aiaua
Teorias dizem que os habitantes de Aiaua eram, na verdade, os próprios aqueus. Nesse caso, há controvérsias no fato de a capital ser Milauata[carece de fontes?] ou Micenas. Uma evidência a favor dessa teoria seria a evidência de que Uilusa poderia se referir à cidade de Troia. Se esse fato for correto, Aiaua seria apenas uma palavra hitita para falar dos aqueus.. Há também o uso do termo Adanawa, termo fenício que estudiosos não sabem se é usado para se referir aos aqueus, o Aiaua ou às suas respectivas capitais. Há possibilidade do termo Aiaua se referir apenas à região em que viveram os aqueus.

## Economia
Aiaua seguiu o modelo da talassocracia, por esse motivo são muito associados aos povos do mar. Isso também é visto na participação na Guerra de Troia, na sua relação com os Ekwesh e nos textos das Cartas de Tauagalaua. Os egípcios também descreveram Arzaua e os povos do mar, trazendo a possibilidade da pirataria como fonte de riqueza para Aiaua e saques ao Egito.  Suas áreas de comércio envolviam cidades sírias e, consequentemente, a Assíria.[carece de fontes?]

## Arqueologia e estudos contemporâneos
A procura pela existência de Aiaua começou em 1906 numa escavação alemã, mas os textos hititas foram alvo de polêmica pela primeira vez pelo estudioso suíço Emil Forrer, em 1924. Ele deu uma palestra com 25 manuscritos hititas encontrados em Hatusa e depois publicados pelo próprio Forrer. O estudioso também relacionou certos lugares e personagens aos poemas homéricos, por exemplo: Lazpa como a ilha de Lesbos, Taruisa como Troia, e os reis Atarsia e Tauagalaua como os heróis Atreu e Etéocles. Embora sejam de menor relevância, outras associações similares foram feitas em 1911 por Luckenbill, citando a possibilidade de Alacsandu de Uilusa ser o príncipe Páris;[carece de fontes?] também seria possível que Alacsandu fosse uma tradução para "Alexandre".
Forrer recebeu elogios e críticas de outros estudiosos, sendo principalmente criticado por Ferdinand Sommer, que apresentou traduções baseadas em outros textos da época e disse que Aiaua era apenas um Estado da Anatólia, escreveu isso na obra Die Ahhijawā-Urkunden. Mais tarde lançou mais um ataque a Forrer com a obra Ahhijawā und kein Ende? publicada no diário Indogermainische Forschungen. Os ataques se voltaram de volta para Sommer quando outros estudiosos se juntaram para apoiar a teoria de Forrer.